# Levantamento de peso nos Jogos Pan-Americanos de 1991
A competição de halterofilismo/levantamento de peso nos Jogos Pan-Americanos de 1991 realizou-se entre 2 e 18 de agosto, em Havana, Cuba. Havia 10 classes de peso, apenas para homens e todas foram vencidas pelos anfitriões de Cuba.

## Medalhistas
| Evento                        | Ouro                       | Prata                             | Bronze                           |
| ----------------------------- | -------------------------- | --------------------------------- | -------------------------------- |
| Mosca (até 52 kg)             | Héctor Arzola CUB Cuba     | Humberto Fuentes VEN Venezuela    | Orlando Vásquez NIC Nicarágua    |
| Galo (até 56 kg)              | William Vargas CUB Cuba    | José Farfán VEN Venezuela         | Carlos David COL Colômbia        |
| Pena (até 60 kg)              | Pedro Negrín CUB Cuba      | Bryan Jacob USA Estados Unidos    | John Salazar COL Colômbia        |
| Leve (até 67,5 kg)            | Víctor Echevarría CUB Cuba | Eyne Acevedo COL Colômbia         | José Medina VEN Venezuela        |
| Médio (até 75 kg)             | Pablo Lara CUB Cuba        | Álvaro Velasco COL Colômbia       | Jorge Kassar VEN Venezuela       |
| Pesado-ligeiro (até 82,5 kg)  | Emilio Lara CUB Cuba       | Julio Luna VEN Venezuela          | Dean Goad USA Estados Unidos     |
| Meio-pesado (até 90 kg)       | Pedro Rodríguez CUB Cuba   | Bret Brian USA Estados Unidos     | Paul Flescher USA Estados Unidos |
| Pesado I (até 100 kg)         | Omar Semanat CUB Cuba      | Wes Barnett USA Estados Unidos    | Edmilson Silva BRA Brasil        |
| Pesado II (até 110 kg)        | Ernesto Montoya CUB Cuba   | Richard Schutz USA Estados Unidos | Humberto Gómez COL Colômbia      |
| Super-pesado (mais de 110 kg) | Ernesto Aguero CUB Cuba    | Mario Martinez USA Estados Unidos | Jeff Michels USA Estados Unidos  |

## Quadro de medalhas do halterofilismo
| Ordem | País               | Medalha de ouro | Medalha de prata | Medalha de bronze |    |
| ----- | ------------------ | --------------- | ---------------- | ----------------- | -- |
| 1     | CUB Cuba           | 10              |                  |                   | 10 |
| 2     | USA Estados Unidos |                 | 5                | 3                 | 8  |
| 3     | VEN Venezuela      |                 | 3                | 2                 | 5  |
| 4     | COL Colômbia       |                 | 2                | 3                 | 5  |
| 5     | BRA Brasil         |                 |                  | 1                 | 1  |
| 5     | NIC Nicarágua      |                 |                  | 1                 | 1  |
| TOTAL | TOTAL              | 10              | 10               | 10                | 30 |